# Amphiprion polymnus
O peixe-palhaço-de-sela (Amphiprion polymnus) é uma espécie de peixe-palhaço do gênero Amphiprion. Ele é listrado de preto e branco. Comumente é encontrado em lojas de aquários.